# Jean Dolbeau
Pour les articles homonymes, voir Dolbeau.
Jean Dolbeau (12 mars 1586 - 9 juin 1652) est un récollet canadien dont le nom est associé à la ville de Dolbeau-Mistassini.
Après son arrivée à Québec, il se concerta avec Samuel de Champlain pour l'érection d'une petite chapelle et d'une maison pour les religieux, près du lieu où est actuellement l'église de la Basse-Ville à Québec. Le 25 juin 1615, il célébra dans cette chapelle la première messe dite à Québec depuis les voyages de Jacques Cartier. Quelque temps après, il remplaça le père Le Caron comme supérieur des missions. 
Cette même année, vers la fin de l'automne, il était à Tadoussac, où il bâtit une cabane, dans laquelle il offrit le Saint-Sacrifice, puis visita les Montagnais, les Betsiamites, les Papinachois et les Esquimaux. Dans l'automne de 1617, il passa en France avec Champlain, pour tâcher d'éclairer les principaux associés sur leurs véritables intérêts. 
C'est pendant son séjour en France qu'il reçut de Rome la permission de célébrer un jubilé au Canada. Il en fit l'ouverture le 29 juillet 1618. Le 3 juin 1620, il bénit la pierre angulaire du « premier couvent et du premier séminaire » au pays et à la construction desquels Français et Autochtones travaillèrent sous la conduite de François Gravé Du Pont. À l’automne de la même année, le père Dolbeau rentra en France.
En France, le père Dolbeau exerça successivement les fonctions de maître des novices et de définiteur. En mai 1633, à Tolède, il assista au chapitre de son ordre, à titre de custode de la province de Sainte-Madeleine. Il s’éteignit au couvent d’Orléans le 9 juin 1652.
Une des écoles secondaire de la ville de Dolbeau-Mistassini est nommée en son honneur